# Jan de Sonnaville (burgemeester)
Johannes Hendrik Marie (Jan) de Sonnaville (Bergen, 11 oktober 1917 – Alkmaar, 16 juni 2002) was een Nederlands politicus van de KVP en later het CDA.
Zijn vader was rentmeester en zelf begon hij na zijn opleiding aan een katholiek gymnasium in Den Haag in september 1939 zijn ambtelijke carrière als volontair bij de  gemeentesecretarie van Wateringen. Bijna twee jaar later werd hij ambtenaar bij de gemeente Naaldwijk waar hij werkzaam was in de functie van adjunct-commies. In 1943 maakte hij de overstap naar de gemeente Apeldoorn waar hij eveneens adjunct-commies was. Bij een razzia in Apeldoorn in 1944 wordt hij net als vele anderen opgepakt om in Duitsland te moeten werken.
Midden 1946 keerde hij terug naar zijn geboorteplaats als gevolg van zijn aanstelling als commies bij de gemeente Bergen en twee jaar later werd hij daar gemeente-ontvanger. Daarnaast was hij vanaf september 1947 de secretaris van het Waterschap De Schermeer. In april 1958 werd De Sonnaville benoemd tot burgemeester van Akersloot wat hij zou blijven tot zijn pensionering in november 1982. De Sonnaville overleed in 2002 op 84-jarige leeftijd. 
Tijdens de oorlog trouwde hij A.G.J.M. Pont; een dochter van de Apeldoornse NSB-burgemeester Dirk Frans Pont. In 1946, nog geen jaar na de dood van hun baby, kwam ook zij te overlijden. De Sonnaville is daarna hertrouwd en kreeg samen met zijn nieuwe echtgenote enkele kinderen.